# Nati nel 1904/Giugno
| Questa pagina contiene informazioni ricavate automaticamente dalle voci biografiche con l'ausilio del template Bio e di un bot. L'aggiornamento è periodico e automatico e ricostruisce completamente la pagina. Se manca una persona in questa lista, sei pregato di non aggiungerla, ma accertati piuttosto che la sua voce biografica contenga il template Bio e che i dati anagrafici siano correttamente compilati. Se il template Bio manca, inseriscilo tu stesso o, in alternativa, metti l'avviso {{tmp\|Bio}} che ne segnala la mancanza. Se i dati riportati sono sbagliati, correggi direttamente la voce biografica; le modifiche saranno visibili in questa lista entro pochi giorni. Per chiarimenti vedi il progetto biografie. La lista contiene solo le 119 persone che sono citate nell'enciclopedia e per le quali è stato implementato correttamente il template Bio. Pagina aggiornata al 26 lug 2025. |

- 1º giugno - Karla Grosch, danzatrice tedesca († 1933)
- 1º giugno - Fanny Marchiò, attrice italiana († 1980)
- 1º giugno - Ineko Sata, scrittrice giapponese († 1998)
- 1º giugno - André Emanuel Tedesco, allenatore di calcio e calciatore brasiliano
- 1º giugno - Mario Valabrega, paroliere italiano († 1950)
- 1º giugno - Francis Wormald, paleografo e storico dell'arte inglese († 1972)
- 2 giugno - Ai Wu, scrittore cinese († 1992)
- 2 giugno - Joseph O'Connor, pallanuotista irlandese († 1982)
- 2 giugno - František Plánička, calciatore cecoslovacco († 1996)
- 2 giugno - Rod Plaxton, hockeista su ghiaccio canadese († 1963)
- 2 giugno - Johnny Weissmuller, nuotatore, pallanuotista e attore statunitense († 1984)
- 3 giugno - Guido Alberto Alfieri, ufficiale italiano († 1944)
- 3 giugno - Jan Peerce, tenore statunitense († 1984)
- 3 giugno - František Wende, combinatista nordico e saltatore con gli sci cecoslovacco († 1968)
- 4 giugno - Salvatore Battaglia, filologo, grammatico e critico letterario italiano († 1971)
- 4 giugno - Alvah Bessie, scrittore e sceneggiatore statunitense († 1985)
- 4 giugno - Aase Bye, attrice norvegese († 1991)
- 4 giugno - Georges Canguilhem, filosofo francese († 1995)
- 4 giugno - Henri Grob, scacchista svizzero († 1974)
- 4 giugno - Arturo Lanocita, giornalista, scrittore e critico cinematografico italiano († 1983)
- 4 giugno - Jack Lauterwasser, ciclista su strada e pistard britannico († 2003)
- 4 giugno - Luigi Miconi, calciatore e allenatore di calcio italiano († 2000)
- 4 giugno - Luigi Poterzio, politico italiano († 1976)
- 4 giugno - Raymond Rouleau, regista e attore belga († 1981)
- 4 giugno - Nicolò Saettone, calciatore italiano
- 5 giugno - Mario Ciliberto, ufficiale italiano († 1940)
- 5 giugno - Hans Furler, avvocato e politico tedesco († 1975)
- 5 giugno - Ugo Rodinò, politico italiano († 1949)
- 6 giugno - Stanislao Bellini, militare e aviatore italiano († 1931)
- 6 giugno - Franco Costa, arcivescovo cattolico italiano († 1977)
- 6 giugno - Steve Klaus, allenatore di pugilato statunitense († 1992)
- 6 giugno - Helen McCloy, giornalista, scrittrice e critica d'arte statunitense († 1994)
- 6 giugno - Tat'jana Ivanovna Pel'tcer, attrice russa († 1992)
- 7 giugno - Vladimir Gortan, antifascista croato († 1929)
- 7 giugno - Thorkild Jacobsen, assiriologo danese († 1993)
- 7 giugno - Adolf Leo Oppenheim, assiriologo austriaco († 1974)
- 7 giugno - Roberto Supino, avvocato e politico italiano († 1987)
- 8 giugno - Jean-Jérôme Adam, missionario e arcivescovo cattolico francese († 1981)
- 8 giugno - Dorothy Coburn, attrice statunitense († 1978)
- 8 giugno - Bruce Goff, architetto statunitense († 1982)
- 8 giugno - Alice Rahon, scrittrice e artista francese († 1987)
- 8 giugno - Emilio Schuberth, stilista italiano († 1972)
- 8 giugno - Eric Weil, filosofo tedesco († 1977)
- 10 giugno - Adriano Foscari, ammiraglio e marinaio italiano († 1980)
- 10 giugno - Lin Huiyin, architetta, storica dell'architettura e scrittrice cinese († 1955)
- 10 giugno - Edgardo Mannucci, scultore italiano († 1986)
- 10 giugno - Vincenzo Milillo, politico italiano († 1966)
- 11 giugno - Emil František Burian, drammaturgo, poeta e giornalista cecoslovacco († 1959)
- 11 giugno - Rolando Camurri, calciatore italiano († 1980)
- 11 giugno - Augusta Ghidiglia Quintavalle, storica dell'arte, museologa e saggista italiana († 1988)
- 11 giugno - Paul Mason, diplomatico inglese († 1978)
- 11 giugno - Pinetop Smith, pianista statunitense († 1929)
- 12 giugno - Giuseppe Amarelli, imprenditore italiano († 1990)
- 12 giugno - Bill Foster, giocatore di baseball statunitense († 1978)
- 12 giugno - Ingvald Frøysa, calciatore norvegese († 1990)
- 12 giugno - Adolf Lindenbaum, matematico e logico polacco († 1941)
- 12 giugno - Vittorio Vaser, attore italiano († 1963)
- 13 giugno - Nello Bartolini, mezzofondista e siepista italiano († 1956)
- 13 giugno - Raymond Cartier, giornalista, scrittore e storico francese († 1975)
- 13 giugno - Pina Cei, attrice italiana († 2000)
- 13 giugno - Leonhard Fürst, regista e sceneggiatore tedesco († 1972)
- 13 giugno - Felix Salzer, musicologo, teorico musicale e pedagogo austriaco († 1986)
- 13 giugno - Leonio Tirelli, calciatore italiano († 1989)
- 14 giugno - Margaret Bourke-White, fotografa statunitense († 1971)
- 14 giugno - Kempton Bunton, criminale inglese († 1976)
- 14 giugno - Jenny Jugo, attrice austriaca († 2001)
- 14 giugno - Gustav Kortüm, chimico tedesco († 1990)
- 14 giugno - Giuseppe Muzzioli, calciatore italiano († 1941)
- 14 giugno - Hermann Niebuhr, allenatore di pallacanestro e dirigente sportivo tedesco († 1968)
- 15 giugno - Giuseppe Chiarelli, magistrato italiano († 1978)
- 15 giugno - Anna Mahler, scultrice austriaca († 1988)
- 15 giugno - Pid Purdy, giocatore di football americano e giocatore di baseball statunitense († 1951)
- 16 giugno - Pete Burness, animatore, regista e produttore cinematografico statunitense († 1969)
- 16 giugno - Giuseppe Cerana, dirigente sportivo italiano († 1984)
- 17 giugno - Elmer L. Andersen, politico statunitense († 2004)
- 17 giugno - William McDonald, vescovo cattolico irlandese († 1989)
- 17 giugno - Ralph Bellamy, attore statunitense († 1991)
- 18 giugno - Gordon Buehrig, designer statunitense († 1990)
- 18 giugno - Clive Dunfee, pilota automobilistico britannico († 1932)
- 18 giugno - Keye Luke, attore statunitense († 1991)
- 18 giugno - Manuel Rosenthal, compositore e direttore d'orchestra francese († 2003)
- 18 giugno - János Stófián, calciatore ungherese († 1984)
- 19 giugno - Alejandro Demaría, calciatore brasiliano († 1968)
- 19 giugno - Adriano Galli, ingegnere italiano († 1956)
- 20 giugno - Heinrich von Brentano, politico tedesco († 1964)
- 20 giugno - Antônio de Castro Mayer, vescovo cattolico brasiliano († 1991)
- 21 giugno - Mack Gordon, compositore e paroliere statunitense († 1959)
- 22 giugno - Betty May, attrice statunitense († 1949)
- 22 giugno - Vincenzo Saverio Veneziano, pastore protestante e teologo italiano († 2000)
- 22 giugno - Andrea Viviano, calciatore italiano († 1962)
- 22 giugno - Margarete Wallmann, danzatrice, coreografa e regista teatrale austriaca († 1992)
- 23 giugno - Fritz Birzer, militare tedesco († 1987)
- 23 giugno - Carleton Stevens Coon, etnologo e antropologo statunitense († 1981)
- 23 giugno - Alberto Ferrario, aviatore e militare italiano († 1943)
- 23 giugno - Willie MacFadyen, calciatore e allenatore di calcio scozzese († 1972)
- 24 giugno - Antonio Bellino Rosina, matematico italiano († 1975)
- 24 giugno - Gildo Caputo, mercante d'arte e antifascista italiano († 1988)
- 24 giugno - Phil Harris, attore, musicista e doppiatore statunitense († 1995)
- 24 giugno - Tadao Takayama, calciatore giapponese († 1980)
- 25 giugno - Herman von Artens, tennista austriaco († 1979)
- 25 giugno - László Barsi, mezzofondista e velocista ungherese († 1975)
- 25 giugno - Vladimir Konstantinovič Kokkinaki, aviatore sovietico († 1985)
- 25 giugno - Rolf von Chlingensperg, alpinista e ingegnere tedesco († 1945)
- 26 giugno - Virginia Brown Faire, attrice statunitense († 1980)
- 26 giugno - Peter Lorre, attore ungherese († 1964)
- 27 giugno - Nino Frank, scrittore, conduttore radiofonico e critico cinematografico italiano († 1988)
- 27 giugno - Alberta Vaughn, attrice statunitense († 1992)
- 28 giugno - Rosa Di Natale, poetessa, scrittrice e giornalista italiana († 1990)
- 29 giugno - Allie Morrison, lottatore statunitense († 1966)
- 29 giugno - Alfonso Motolese, oculista e politico italiano († 1972)
- 29 giugno - Umberto Mozzoni, cardinale e arcivescovo cattolico argentino († 1983)
- 29 giugno - Giuseppe Trabucchi, politico e avvocato italiano († 1975)
- 29 giugno - Max Winter, imprenditore e dirigente sportivo austriaco († 1996)
- 30 giugno - Glenda Farrell, attrice statunitense († 1971)
- 30 giugno - Pauline Polaire, attrice italiana († 1986)
- 30 giugno - Paul Maurice Perrin, arcivescovo cattolico francese († 1994)
- 30 giugno - Pippo Starnazza, cantautore, musicista e attore italiano († 1975)
- 30 giugno - József Takács, calciatore ungherese († 1983)
- 30 giugno - Christa Tordy, attrice tedesca († 1945)